# Jun Fukuda
Jun Fukuda (Manchukuo, 17 de febrero de 1923 - Japón, 3 de diciembre de 2000), fue un cineasta, guionista y letrista japonés. Dirigió docenas de películas, pero quizás sea más conocido por sus contribuciones a la serie de películas de Godzilla en los años setenta.
Murió en Setagaya (Tokio) a los 77 años, debido a un cáncer.

## Filmografía

### Como director
- Saiyuki (1978, serie de TV)
- The war in space (1977)
- ESPY (1974)
- Kigeki damashi no jingi 1974)
- Godzilla vs. Mechagodzilla (1974)
- Zone Fighter (1973, serie de TV)
- Godzilla tai Megalon (1973)
- Chikyū Kogeki Meirei Gojira tai Gaigan (1972)
- Nishi no betenshi, higashi no sagishi (1971)
- Kigeki sore ga otoko no ikiru michi (1970)
- Yaju toshi (1970)
- Konto Gojugo-go: Uchu daiboken (1969)
- Dai Nippon suri washudan (1969)
- Nyu jirando no wakadaisho (1969)
- Furesshuman wakadaisho (1969)
- Hyappatsu hyakuchu: Ogon on me (1968)
- Kaijū-tō no Kessen Gojira no Musuko (1967)
- Gojira, Ebira, Mosura Nankai no Daikettō (1966)
- Doto ichiman kairi (1966)
- Hyappatsu hyakuchu (1965)
- Honkon no shiroibara (1965)
- Ankokugai gekitotsu sakusen (1965)
- Chi to daiyamondo (1964)
- Trap of suicide kilometer (1964)
- Norainu sakusen (1963)
- Hawai no wakadaishô (1963)
- Nippon jitsuwa jidai (1963)
- Ankokugai no kiba (1962)
- Nihon ichi no wakadaisho (1962)
- Ankokugai gekimetsu meirei (1961)
- Arigataya sandogasa (1961)
- Nakito gozansu (1961)
- Nasake muyo no wana (1961)
- Hoero datsugokushu (1961)
- Secret of the telegian (1960)
- Asorubeki hi asobi (1959)

### Como ayudante de director
- Yagyu bugeicho - Ninjitsu (1958)
- Yagyu bugeicho (1957)
- Rodan (1956)
- Shujinsen (1956)
- Ankokugai (1956)
- Miyamoto Musashi kanketsuhen: ketto Ganryujima (1956)
- Janken musume (1955)
- Zoku Miyamoto Musashi: Ichijoji no ketto (1955)
- Miyamoto Musashi (1954)
- Akasen kichi (1953)
- Hana no naka no musumetachi (1953)
- Minato e kita otoko (1952)
- Suishô-yama no shônen (1949)